# Miljøcenter
Et miljøcenter var en statslig myndighed under By- og Landskabsstyrelsen, der blev etableret som følge af strukturreformen i 2007, hvor miljøområdet overgik fra amterne til kommunerne. Centrene arbejder med overordnet planlægning og miljøbeskyttelse, eksempelvis grundvand, tilsyn med store virksomheder og med kommunernes håndtering af affald og spildevand.
Efter fusionen mellem By- og Landskabsstyrelsen og Skov- og Naturstyrelsen 1. januar 2011 blev Miljøcentrene nedlagt, og opgaverne fordelt mellem Miljøstyrelsen og den nyoprettede Naturstyrelse. 1. juli 2016 blev bl.a. disse opgaver udskilt af Naturstyrelsen og overført til den ny "Styrelsen for Vand- og Naturforvaltning" (SVANA), som led i udflytning af statslige arbejdspladser.